# 金相沃
金相沃（きむ さんおく、1920年3月15日 - 2004年10月31日）は、大韓民国の時調詩人。慶尚南道出身。

## 略歴
1939年、金龍虎、咸允洙などと共に「貘(メク)」の同人として活動すると同時に時調『鳳仙花(봉선화)』を雑誌「文章」に発表し、文壇にデビューした。1941年には東亜日報の「新春文芸」に時調『落葉(낙엽)』で登壇し、本格的な作家活動を行った。1956年から馬山高等学校、釜山女子高等学校、慶南女子高等学校で教鞭を執っていた。1980年には大韓民国第1回鷺山文学賞を受賞した。
時調の他に、児童詩、詩など様々な分野でも優れた才能を発揮した。繊細で玲瓏な言語を駆使しているのが特徴である。時調集に「高原の曲(고원의 곡)」、詩集に「の詩(이단의 시)」、『(의상)』、児童詩集に「石榴の花(석류꽃)」、『花の中に埋もれた家(꽃 속에 묻힌 집)』などがある。
2004年10月30日、26日に死亡した婦人の墓参りをした後、倒れ、10月31日に病院にて息を引取った。家族では、兄が金相和 (詩人)、娘が金フンジョン(ファッションデザイナー)である。